# Herb powiatu kościerskiego

Stary herb powiatu kościerskiego

Herb powiatu kościerskiego – jeden z symboli powiatu kościerskiego, ustanowiony 1 marca 2000.

## Wygląd i symbolika
Herb przedstawia na tarczy dwudzielnej w słup w polu prawym złotym czarny gryf, w polu lewym zielonym wspięty czarny niedźwiedź. Gryf i niedźwiedź trzymają tarczę dwudzielną w słup ze srebrnym rogiem jelenim z prawej strony w czerwonym polu, czerwonym rogiem bawolim z lewej strony w srebrnym polu.